# Mathilde Sagnes
Mathilde Sagnes, née le 29 septembre 1995 à Montauban, est une traileuse française. Elle a remporté la médaille de bronze aux championnats d'Europe de trail 2022 et est championne de France de trail long 2021.

## Biographie
Mathilde Sagnes fait ses débuts en athlétisme sur piste, d'abord en demi-fond, puis en fond ainsi qu'en cross-country. En 2015, elle remporte le titre de championne de France espoir du 10 000 mètres en 36 min 34 s 83.
En 2017, elle déménage aux États-Unis pour ses études à l'université de Portland. À son retour en France, elle trouve un emploi au conseil départemental de la Lozère et s'essaie à la discipline du trail. Le 11 août 2019, elle prend le départ du trail court aux championnats de France de trail à Méribel. Elle se retrouve à mener la course féminine à sa propre surprise et termine à la quatrième place, remportant le titre de championne universitaire de France.
Le 26 août 2021, elle réalise une solide course sur l'OCC et termine deuxième derrière sa compatriote Blandine L'Hirondel.
Le 27 mai 2022, elle domine l'épreuve de trail court aux championnats France à Salers. Menant la course de bout en bout, elle s'impose avec sept minutes d'avance sur sa plus proche rivale pour remporter le titre. Elle remporte ensuite la médaille d'argent aux championnats de France de course en montagne à Arrens-Marsous derrière Élise Poncet. Le 2 juillet, elle s'élance sur l'épreuve de trail l'épreuve de trail aux championnats d'Europe de trail 2022 à El Paso. Voyant Blandine L'Hirondel mener la course devant l'Espagnole Núria Gil, elle se retrouve à la lutte pour la troisième place avec la Tchèque Marcela Vašínová. Cette dernière craque en fin de course et permet à Mathilde Sagnes de s'offrir la médaille de bronze. Avec Audrey Tanguy qui complète l'équipe en huitième position, elle remporte de plus l'or au classement par équipes.

## Palmarès
| no  | féminin            | Course                                | Longueur | Départ            | Temps           |
| --- | ------------------ | ------------------------------------- | -------- | ----------------- | --------------- |
| 3e  | Médaille de bronze | Ascension de Pikes Peak               | 21,4 km  | 24 août 2019      | 3 h 0 min 28 s  |
| 25e | Médaille d'argent  | Trail du Ventoux                      | 46 km    | 6 juin 2021       | 4 h 22 min 51 s |
| 37e | Médaille d'argent  | OCC                                   | 55 km    | 26 août 2021      | 6 h 7 min 35 s  |
| 37e | Médaille de bronze | Trail du Ventoux                      | 47 km    | 13 mars 2022      | 4 h 37 min 12 s |
| 41e | Médaille d'or      | Championnats de France de trail court | 32 km    | 27 mai 2022       | 2 h 35 min 45 s |
| 29e | Médaille de bronze | Championnats d'Europe de trail        | 47,39 km | 2 juillet 2022    | 4 h 22 min 42 s |
| 52e | Médaille d'or      | Skyrhune                              | 21 km    | 24 septembre 2022 | 2 h 20 min 17 s |
| 30e | Médaille d'argent  | Trail du Barbet                       | 33 km    | 6 août 2023       | 3 h 42 min 53 s |
| 17e | Médaille d'or      | Marathon du Montcalm                  | 40 km    | 17 août 2024      | 5 h 34 min 14 s |

## Records
| Épreuve       | Épreuve       | Performance     | Date             | Lieu        |
| ------------- | ------------- | --------------- | ---------------- | ----------- |
| 800 mètres    | Plein air     | 2 min 22 s 65   | 1er mai 2013     | Montauban   |
| 1 000 mètres  | Plein air     | 3 min 29 s 00   | 13 juin 2010     | Castres     |
| 1 500 mètres  | Plein air     | 4 min 43 s 04   | 5 juillet 2014   | Bordeaux    |
| 2 000 mètres  | Plein air     | 6 min 45 s 30   | 20 avril 2013    | Agen        |
| 3 000 mètres  | Plein air     | 10 min 12 s 17  | 19 juillet 2014  | Valence     |
| 3 000 mètres  | En salle      | 10 min 7 s 00   | 5 mars 2022      | Hanover     |
| 5 000 mètres  | Plein air     | 16 min 53 s 91  | 25 mars 2017     | Salem       |
| 10 000 mètres | 10 000 mètres | 34 min 42 s 90  | 13 avril 2017    | Torrance    |
| 10 kilomètres | 10 kilomètres | 36 min 10 s     | 17 octobre 2021  | Montauban   |
| Semi-marathon | Semi-marathon | 1 h 18 min 13 s | 20 octobre 2019  | Toulouse    |
| Marathon      | Marathon      | 2 h 42 min 52 s | 24 novembre 2024 | La Rochelle |